# Erwin Leder
Erwin Alois Robert Leder (St. Pölten, 30 de julio de 1951) es un actor austríaco de cine y televisión.

## Carrera
Leder logró reconocimiento por su papel como el ingeniero Johann en la película alemana Das Boot (1982), dirigida por Wolfgang Petersen y basada en un episodio histórico de la Segunda Guerra Mundial. En 1983 interpretó el papel de un asesino en serie en la controvertida película Angst (1983) de Gerald Kargl, censurada en Europa por su extremo contenido violento.
En 2003 interpretó el papel del científico Singe en la primera película de la franquicia de Underworld. Repitió su papel en un breve cameo en la secuela de 2006.

## Filmografía

### Cine y televisión
| Año  | Título                                       | Papel                   | Notas     |
| ---- | -------------------------------------------- | ----------------------- | --------- |
| 1977 | Der Einstand                                 | Fritz                   | Telefilme |
| 1979 | Feuer                                        | Ferdinand               | Telefilme |
| 1981 | Das Boot                                     | Johann                  |           |
| 1982 | Die letzte Rache                             | Weltkenner              |           |
| 1983 | Angst                                        | Asesino                 |           |
| 1989 | Die toten Fische                             |                         |           |
| 1989 | Eis                                          | Sandor                  |           |
| 1991 | Im Dunstkreis                                |                         |           |
| 1993 | Krücke                                       | Betrunkener             |           |
| 1993 | The Three Musketeers                         | Campesino               |           |
| 1993 | Schindler’s List                             | Oficial de la SS Waffen |           |
| 1994 | Die Knickerbocker-Bande: Das sprechende Grab | Rudolfo Conté           |           |
| 1994 | Also schlafwandle ich am hellichten Tage     |                         |           |
| 1995 | Internationale Zone                          |                         |           |
| 1997 | The Unfish                                   | Hermann                 |           |
| 1997 | Die Schuld der Liebe                         | Policía                 |           |
| 1998 | Vom Luxus der Liebe                          |                         |           |
| 2001 | Gelbe Kirschen                               | Orlando                 |           |
| 2003 | Underworld                                   | Singe                   |           |
| 2005 | Happy End.                                   | Vater                   |           |
| 2006 | Klimt                                        | Enfermero               |           |
| 2006 | Taxidermia                                   | Krisztián               |           |
| 2006 | Gefangene                                    | Tankwart                |           |
| 2006 | Chien Fuck!                                  |                         |           |
| 2006 | Underworld: Evolution                        | Singe                   |           |
| 2007 | Gay Hell at Dante Café                       | Vampiro                 |           |
| 2007 | The Three Robbers                            | Kutscher                | Voz       |
| 2008 | L'amour toujours                             | Pygor                   |           |
| 2009 | Spielzeugland Endstation                     | 28                      |           |
| 2010 | Der Atem des Himmels                         | Padre de Ernas          |           |
| 2011 | Das schlafende Mädchen                       | Knitter                 |           |
| 2011 | Katharsis                                    | Siegfried Lugman        |           |
| 2011 | Neugierde                                    |                         |           |
| 2014 | Kafkas Der Bau                               | Escritor                |           |
| 2015 | PPPasolini Epilog                            | Pier Paolo Pasolini     |           |
| 2015 | PPPasolini                                   | Pier Paolo Pasolini     |           |
| 2016 | The Chronicles of Melanie                    | Jacob                   |           |
| 2016 | Ungehorsam                                   | Monseñor                |           |
| 2018 | Goliath96                                    | Straßenprediger         |           |
| 2019 | Portae Infernales                            | Inspector Faber         |           |